# 禪源諸詮集
《禪源諸詮集》（又名《禪那理行諸詮集》，或名《圭峰蘭若禪藏》，簡稱《禪源詮》），是唐朝華嚴宗第五祖宗密所編的一部關於習禪與禪宗的典籍之彙編。全書約一百卷，已逸，僅存總序(《禪源諸詮集都序》，簡稱《都序》)一至今。為禪宗重要史料之一。也開創禪教合一的理論。收錄於《大正新修大藏經》卷48 (T2015)。

## 背景
當時禪宗與華嚴﹑天臺﹑法相等教派互相非毀，因此，宗密主張
禪教一致，以和會禪﹑教為宗旨

詳細分析了禪﹑教兩派及其內部不同派別在學說上的異同，收集著名禪師有關禪理的論述（包括法語﹑文章﹑偈頌等）近一百家，編成《禪源諸詮集》一百卷。

## 內容
- 卷一，对《禅源诸诠集》的编辑宗旨﹑禅的性质和分类进行了论述，并从师有本末﹑禅有诸宗﹑经如绳墨﹑经有权实﹑量有三种﹑疑有多般﹑法义不同﹑心通性相﹑悟修顿渐﹑师授方便等十个方面阐述了禅宗与经论的关系。

- 卷二，将禅三宗与教三种对配，互相发明。禅三宗：
  - 一﹑息妄修心宗，指智侁﹑神秀﹑保唐。
  - 二﹑泯绝无寄宗，指石头希迁﹑牛头法融乃至径山道钦等诸家禅法，说诸法如幻，本來空寂，心无所寄，是 名解脫。
  - 三﹑直显心性宗，又分作兩类：
    - （一）洪州宗，为道一系禅法，说一切语言行动都是佛性，任运自在，是名解脫；
    - （二）荷泽宗，为神会系禅法，说妄念本寂，尘境本空，空寂不昧，寂照现前；以上兩家都会相归性，故同为一宗。

教三种：
- - 一﹑密意依性说相教，包括人天因果教（说善惡因果的人天教）﹑断惑灭苦教 （声闻教）﹑将识破境教（大乘唯识宗））三类。
  - 二﹑密意破相显性教，指大乘空宗，说凡所有相皆是虚妄，而以“无住”为道。
  - 三﹑显示真心即性教，此指华严宗， 说一切众生本來清净，真心常住的教法。

- 卷三，从法义真俗异﹑心性二名异﹑性字二体异﹑真智真知异﹑有我无我异﹑遮诠表诠异﹑认名认体异﹑二谛三谛异﹑三性空有异﹑佛德空有异等十个方面

- 卷四，论述了从不觉到觉，从迷到悟的修证方法。